# 氢氧化钡
氫氧化鋇是鋇的氢氧化物，分子式為Ba(OH)2，為白色顆粒狀固体。

## 用途
工业上，氢氧化钡是其它钡化合物的前体。它的一水合物可用来脱水和在产品中移除硫酸盐。该应用利用了硫酸钡极低的溶解度。这种工业应用也适用于实验室用途。

### 实验室用处
氢氧化钡在分析化学中用于滴定弱酸，特别是有机酸。它与氢氧化钠和氢氧化钾不同，其水溶液不含碳酸盐，因为碳酸钡不溶于水。这使得例如酚酞或百里酚酞（具有碱性颜色变化）的指示剂不会因碳酸根离子的存在而导致滴定错误。
氢氧化钡偶尔在有机合成中用作强碱，例如水解酯和腈，也在羟醛缩合中作为碱。
它可用于水解十一烷二酸二甲酯中，两个等价的甲酯基团之一。
氢氧化钡也用于氨基酸的脱羧，并释放碳酸钡。
氢氧化钡也用于制备环戊酮和二丙酮醇

## 製备和结构

钡离子在 Ba(OH)_{2}·H_{2}O中的配位圈

直接把氧化鋇（BaO）和水混合來製备氫氧化鋇：
{\displaystyle {\ce {BaO + 9H2O -> Ba(OH)2* 8H2O}}}
反应产生的是八水合物，它在空气中加热时失水成一水合物。在 100 °C 的真空下，一水合物直接分解成 BaO 和水。一水合物是层状结构的（见上图）。Ba2+ 中心为四方反棱柱结构，每个Ba2+ 中心都被两个水配體和六个氢氧根配体包围，而它们分别被两个和三个 Ba2+包围。在八水合物中， Ba2+中心是八配位的，不共享配体。

## 反應
氢氧化钡在 800 °C以上分解成氧化钡。它和二氧化碳反应，形成碳酸钡。氢氧化钡水溶液是强碱性的，会和酸中和。因此，它分别和硫酸和磷酸反应，形成硫酸钡和磷酸钡。氢氧化钡和硫化氢反应，形成硫化钡。当氢氧化钡水溶液与其它金属盐溶液混合时，会产生不溶性或难溶性钡盐的沉淀，可能是由置换反应引起的。
氢氧化钡和铵盐的反应是强吸热过程。八水合氢氧化钡和氯化铵 或硫氰酸铵 的反应通常用作课堂化学演示，会产生足够冷的温度以冻结水。

## 危险性
类似于其他的强碱，氢氧化钡具有腐蚀性。